# Dunenspecht
Der Dunenspecht (Dryobates pubescens, Syn.: Picoides pubescens) aus der Unterfamilie der Echten Spechte (Picinae) ist der kleinste nordamerikanische Specht. Die in Nordamerika weit verbreitete Art ist sehr nahe mit dem Texasspecht (Dryobates scalaris) und mit dem Nuttallspecht (Dryobates nuttallii) verwandt. Linnés Erstbeschreibung lagen Zeichnungen und Beschreibungen von Mark Catesby zugrunde, der dieser Art auch ihren englischen Namen Downy Woodpecker gab. Wahrscheinlich war das flauschige, weiße Gefiederareal am mittleren Rücken für diese Namensgebung ausschlaggebend.
Dunenspechte kommen in unterschiedlichsten Habitaten von der arktischen Baumtundra bis zu immergrünen, subtropischen Sumpflandschaften an der Golfküste und flussbegleitenden Gehölzen in semiariden Gebieten Südwestkaliforniens und Arizonas vor. Sie nisten meist in selbstgezimmerten Höhlen und ernähren sich vornehmlich von Insekten. Laut IUCN ist die Art ungefährdet.

## Beschreibung

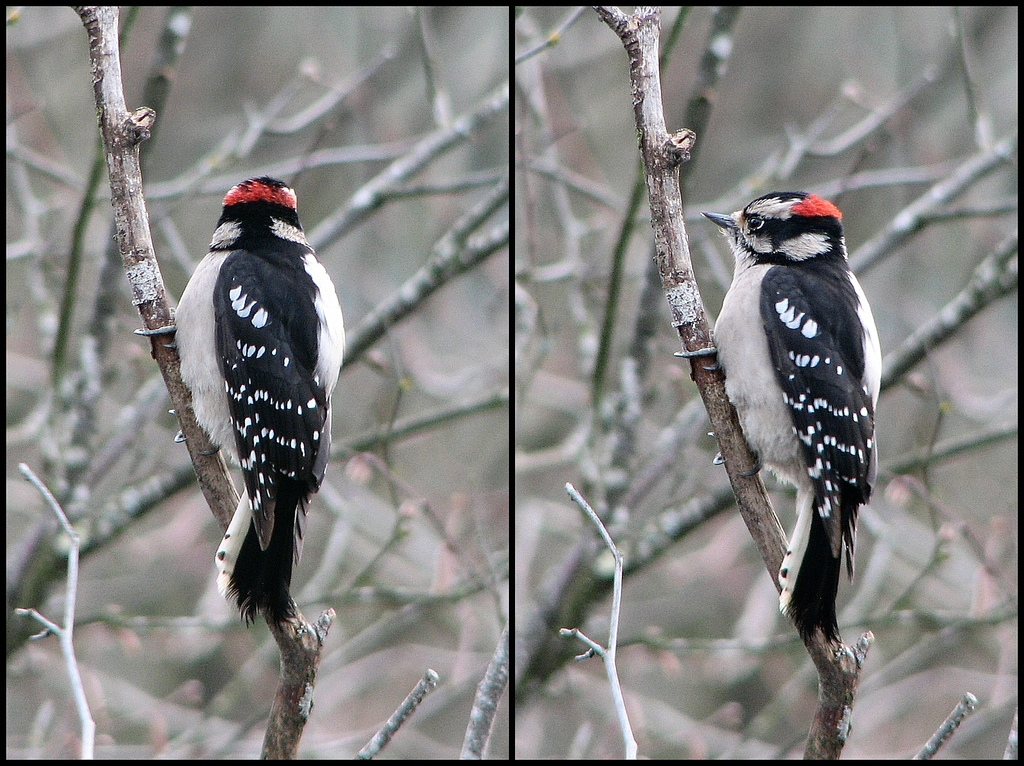
Dunenspecht, Männchen

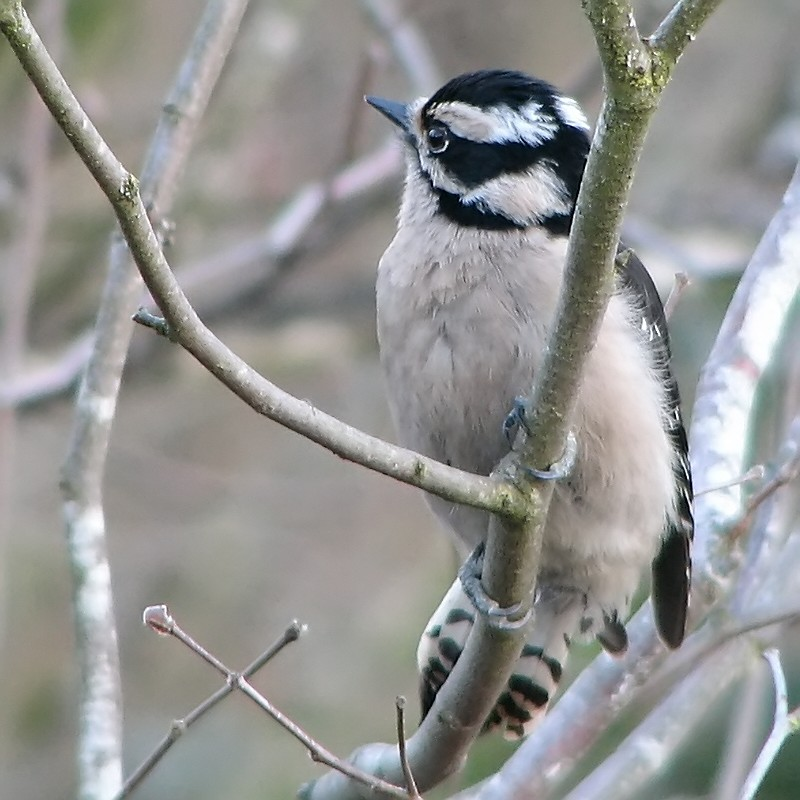
Dunenspecht, Weibchen

Der Dunenspecht ist ein sehr kleiner, stark kontrastierend schwarz-weiß gezeichneter Specht, der mit einer Körpermasse von bis zu 27 Gramm und einer maximalen Größe von 17 Zentimetern in Bezug auf Gewicht und Größe mit dem paläarktischen Kleinspecht vergleichbar ist. Die Spannweite liegt bei 30 Zentimetern. Charakteristisch ist das reinweiße, flauschige Gefiederareal, das zentral vom oberen zum unteren Rücken verläuft.
Die Geschlechter unterscheiden sich im Bezug auf die Färbung nur durch den kleinen roten Nackenfleck des Männchens, der beim Weibchen fehlt. Weibchen sind meist etwas schwerer und etwas langflügeliger. Jungvögel mausern im ersten Herbst ins Adultgefieder. Im ersten Immaturkleid ähneln sie bereits sehr stark ausgefärbten Individuen, tragen aber meist in beiden Geschlechtern eine rote, oft mit deutlichen schwarzen Schaftstreifen durchsetzte Stirn- und Scheitelzeichnung. Insgesamt ist der Schwarz-Weiß-Kontrast bei Jungvögeln weniger ausgeprägt, in den schwarzen Gefiederbereichen können Brauntöne auftreten, in den weißen cremefarbene oder graue. Eine Geschlechtsbestimmung immaturer Dunenspechte ist feldornithologisch meist nicht möglich.

### Aussehen (Nominatform)
Die Oberseite ist von einer relativ breiten, reinweißen Gefiederzone gekennzeichnet, die über den gesamten zentralen Rücken verläuft. Der untere Rücken ist auf schwarzem Grund deutlich weiß gebändert. Die zentralen, verlängerten Steuerfedern sind auf der Oberseite schwarz, die äußeren sind weiß, meist mit einigen schwarzen Bänderungen oder Tropfenzeichnungen an ihren Rändern. Die Schultern sind weitgehend ungezeichnet schwarz, die Armdecken auf schwarzem Grund tropfenförmig weiß gezeichnet. Diese Weißzeichnungen können ineinander fließen und große weiße Felder bilden. Die Arm- und Handschwingen sind meist dreifach weiß gebändert.
Die gesamte Unterseite ist rein weiß, manchmal auch leicht gräulich, nur in der Steißregion können feine schwarze Strichelungen erkennbar sein.
Der Kopf ist deutlich kontrastierend schwarz-weiß gezeichnet. Die buntspechttypische Rotzeichnung ist bei dieser Art auf einen kleinen roten Nackenfleck des Männchens reduziert. Stirn und Oberkopf sind schwarz; vom oberen Augenrand verläuft ein weißer Streifen zum schwarzen Nackenband hin, der von einem breiten schwarzen Areal begrenzt wird, das sich über Augen und Ohrdecken erstreckt und auch den Nacken umschließt. Darauf folgt wieder ein weißer Gefiederabschnitt, der am oberen Schnabelansatz beginnt und sich verbreiternd zum Nacken und Oberrücken hin verläuft. Der deutliche Malarstreif ist schwarz, die Kehle wieder weiß. Die Borsten über dem Schnabelansatz sind sehr ausgeprägt. Der Schnabel ist grauschwarz, kurz und spitz. Die Iris ist schwarz, die vierzehigen Beine sind hellgrau.
Dunenspechte fliegen in einem typisch bogenförmigen Spechtflug mit einer Vortriebsphase von 5 – 6 tief durchgezogenen Flügelschlägen, auf die eine Fallphase mit angelegten Flügeln folgt.

### Lautäußerungen
Wie die meisten Arten dieser Gattung ist auch der Dunenspecht während der Herbstbalz und im zeitigen Frühjahr akustisch recht auffällig, verstummt aber während der Brutzeit weitgehend. Alle Rufe sind eher hoch, spitz und nicht besonders laut. Häufigster Ruf ist ein von beiden Geschlechtern geäußertes Kwit oder Pik, das in Erregungssituationen gedehnt oder zu Lautfolgen aneinandergereiht werden kann, so dass die Einzelelemente kaum mehr unterscheidbar sind. Als Distanzruf dient eine hohe, abfallende Lautreihe, die im Englischen Rattle call genannt wird. Beide Geschlechter trommeln, wie bei allen trommelnden Spechten die Männchen lauter und intensiver. Die Trommelwirbel sind kurz und werden 10–15 mal in der Minute wiederholt.

### Ähnliche Arten

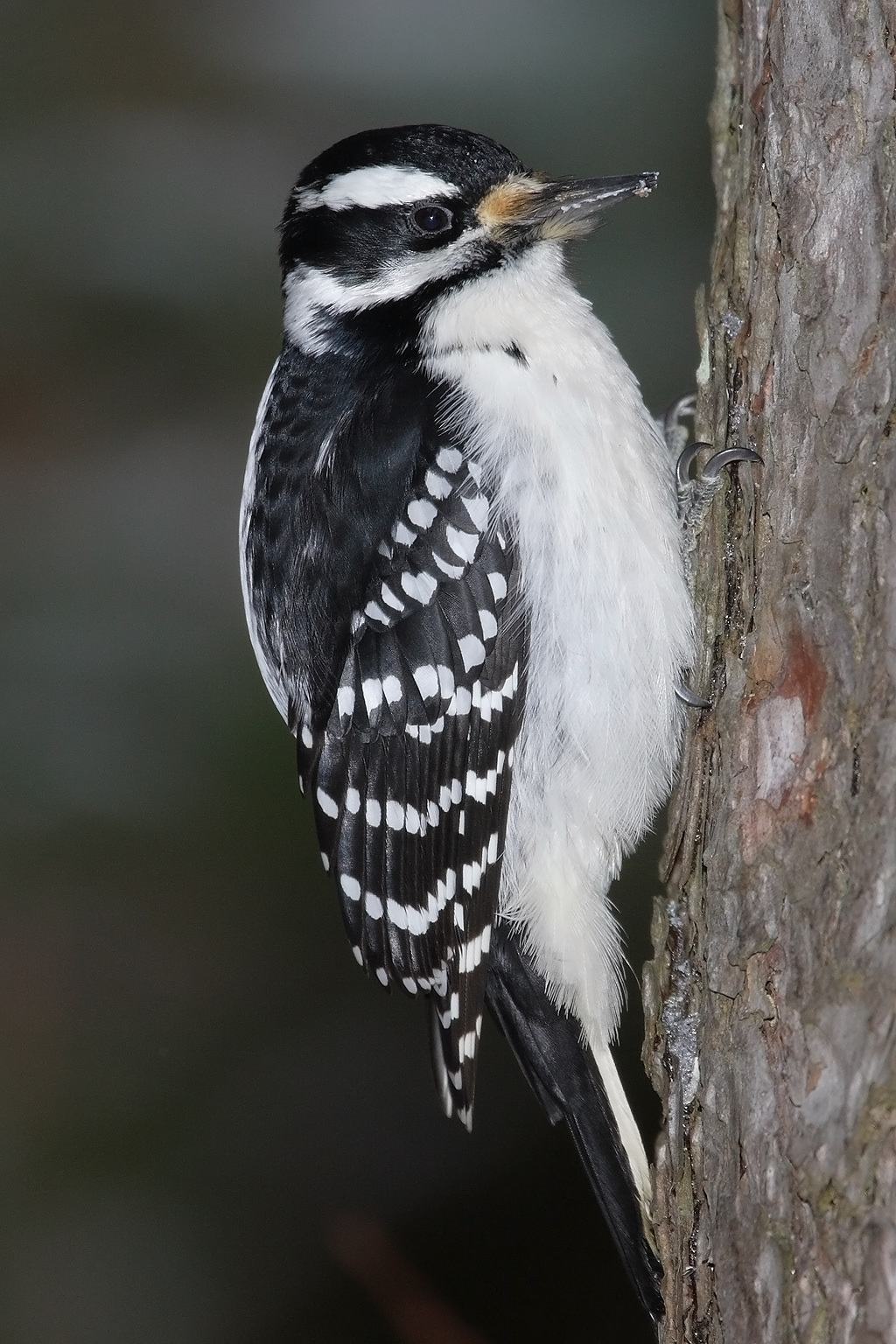
Haarspecht-Weibchen. Diese Art ist dem Dunenspecht sehr ähnlich, aber etwas größer, langschnäbeliger und bedeutend schwerer

Im Aussehen ist der Dunenspecht dem Haarspecht, mit dem er in weiten Teilen seines Verbreitungsgebietes sympatrisch vorkommt, sehr ähnlich. Neben der wesentlich geringeren Größe des Dunenspechts und seines kurzen Schnabels können oft auch die äußeren Steuerfedern eine gute Bestimmungshilfe abgeben: Diese sind beim Haarspecht rein weiß, während sie beim Dunenspecht meist mehrere schwarze Tropfenzeichnungen aufweisen. Auch die Lautäußerungen dieser Arten sowie ihre Nahrungsnischen unterscheiden sich deutlich voneinander.
Verwechslungen mit den nahe verwandten Arten Nuttallspecht und Texasspecht in den südlichen und südwestlichen Teilen des Verbreitungsgebietes können auf Grund des leiterartig schwarz-weiß gezeichneten Rückens dieser Arten vermieden werden.

## Verbreitung

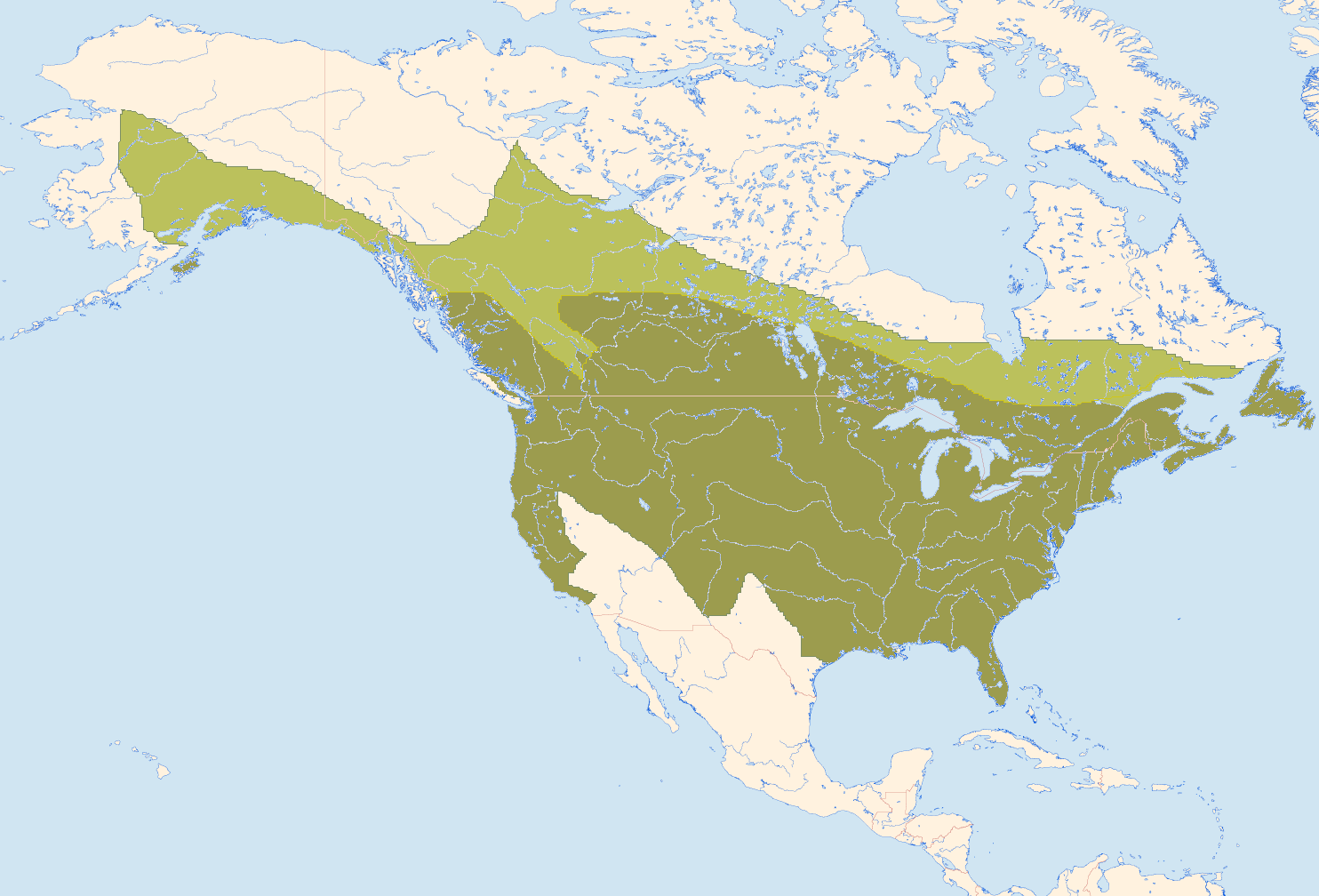
Verbreitung des Dunenspechts. In den heller gefärbten Regionen kommt die Art unregelmäßig oder nur selten vor.

Das große Verbreitungsgebiet ist auf die USA und Kanada beschränkt. Gelegentlich scheint es auch auf der nördlichen Baja California zu Bruten zu kommen. Auf den Hawaii-Inseln sollte der Dunenspecht gegen Ende des 19. eingebürgert werden. Ob diese Einbürgerungsversuche tatsächlich in Angriff genommen wurden oder erfolglos blieben, ist unklar.
Die nördlichsten Verbreitungsgebiete in Alaska und Kanada liegen im Bereich der Übergangszone von der Taiga in die Baumtundra. Vom mittleren Yukon in Alaska verläuft die nördliche Verbreitungsgrenze in ostsüdöstlicher Richtung bis Neufundland. Nördlich von 57° Nord im Westen und 50° Nord im Osten kommt die Art jedoch nur sehr spärlich oder nur in besonders günstigen Jahren vor. Die südliche Verbreitungsgrenze liegt im Westen in Südkalifornien und verläuft über Zentralarizona, Nord-New Mexico und Zentraltexas zur Küste des Golfs von Mexiko. Die Art kommt vom Meeresniveau bis in Höhen von über 2700 Metern vor.

### Lebensraum
Dunenspechte können sehr unterschiedliche Habitate besiedeln, sofern lichte, mit Laubbäumen, insbesondere mit Weiden, Birken oder Pappeln bestandene Areale mit niedrigem Kronenschluss vorhanden sind. Der Dunenspecht gehört zu jenen Spechtarten, die alte, totholzreiche Bestände weitgehend meiden und bevorzugt junge Gehölze besiedeln. Gelegentlich brütet die Art jedoch auch in brandgeschädigten Nadelwaldgebieten, vor allem dann, wenn sich dort frischer Unterwuchs entwickelt. Die Art kommt in flussbegleitenden Gehölzen, in Parks und großen Gärten, auf Friedhöfen und in anderen locker baumbestandenen Gebieten, auch im Kulturland vor. Im Südwesten seines Verbreitungsgebietes besiedelt er Zitrusplantagen. Geschlossene, dichte Nadelwälder meidet die Art, kann aber in lichten Fichtenwäldern brüten, wenn einzelne Birken oder Espen eingestreut sind. In aride Gebiete vermag die Art nur entlang von Flüssen vorzudringen.
Der Raumbedarf von Dunenspechten ist wenig erforscht. Die wenigen Daten lassen auf außerbrutzeitliche Reviergrößen zwischen 2 und 12 Hektar schließen. Die Größe der Brutterritorien schwankt um die 5 Hektar.

### Wanderungen
Dunenspechte sind überwiegend Standvögel, können aber außerbrutzeitlich ungerichtet umherstreifen. Die nördlichsten Populationen verlassen wohl weitgehend ihre Brutgebiete und ziehen nach Süden ab. Die Zugdistanzen überschreiten jedoch 1000 Kilometer kaum. Im Winterhalbjahr erscheinen Dunenspechte gelegentlich im nördlichen Mexiko. Brutvögel höhergelegener Gebiete ziehen in Tallagen.

## Nahrung und Nahrungserwerb

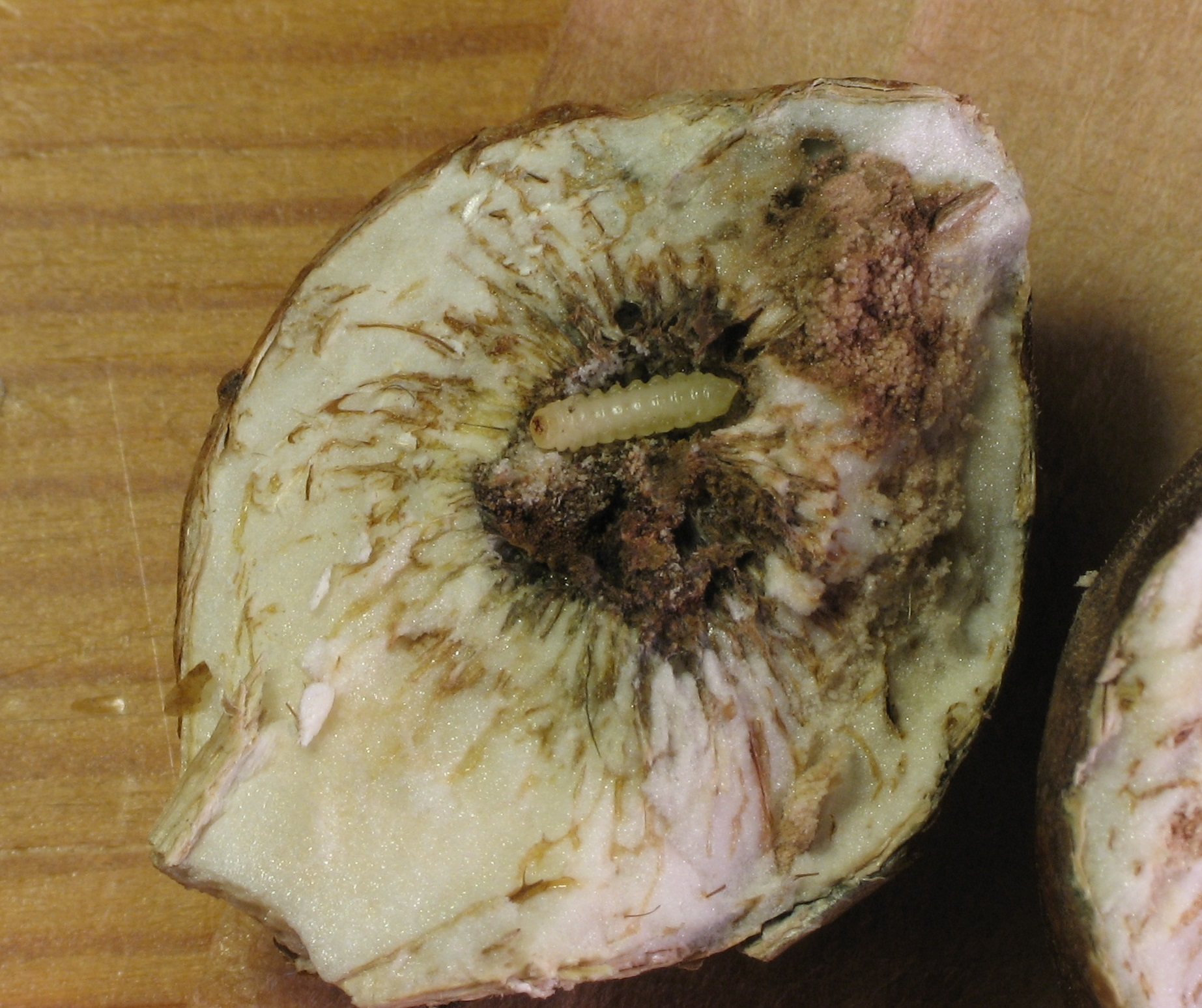
Bei Massenauftreten der Goldrutengallmücke können sich Dunenspechte zeitweilig fast ausschließlich von deren Larven ernähren

Etwa 75 Prozent der Nahrung besteht aus Insekten und anderen Wirbellosen, der Rest aus Früchten, Beeren und Baumsäften. Unter den Insekten überwiegen Käfer und deren holzbewohnende Larven, sowie Ameisen. Sie bilden zusammen etwa die Hälfte der Insektennahrung. Daneben werden noch Rüsselkäfer, Hautflügler, Raupen, Blattläuse, sowie Spinnen und Schnecken verzehrt.
Die pflanzliche Nahrung besteht aus Beeren und Früchten, verschiedenen Samen, Getreide, Eicheln, Baumrinde und Baumsäften. Eine sehr wichtige Winternahrung sind die Früchte des Kletternden Giftsumach und des Giftefeus. Lange Zeit galt der Dunenspecht vor allem bei den Obstbauern der nordöstlichen USA als Schädling, da er im Verdacht stand, durch sein Ringeln die Obstbäume zu schädigen. Diese Ansicht ist heute widerlegt, da Dunenspechte vor allem die Saftlöcher von Saftleckern ausbeuten. Ihre eigenen Saftlöcher sind sehr klein, nicht sehr tief und schädigen die Bäume nicht. Im Winter besuchen Dunenspechte häufig Futterstellen.

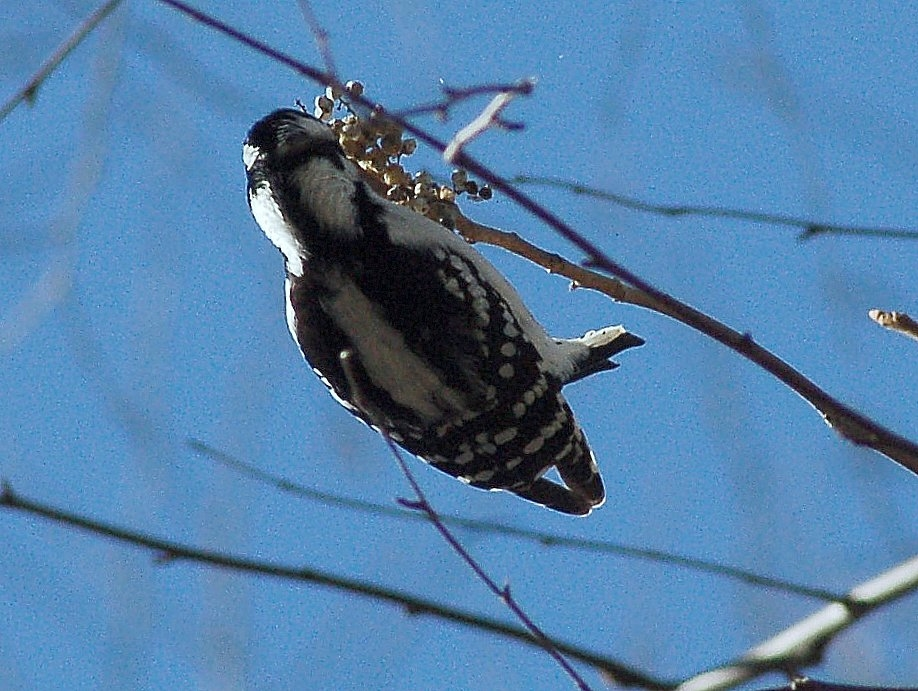
Nahrungssuchender weiblicher Dunenspecht

Dunenspechte gewinnen ihre Insektennahrung vor allem durch Stochern, Bohren und Ablesen von Blatt-, Stamm- oder Zweigoberflächen. In geringerem Maße werden auch oberflächennahe Fraßgänge von holzbewohnenden Larven aufgehämmert, sowie Gallen verschiedener Insektenarten geöffnet. Früchte und Samen pflücken Dunenspechte direkt von den betreffenden Pflanzen, wobei die Spechte oft kopfüber an den Zweigen hängen.
Die Nahrung wird vor allem in lebenden Gehölzen gesucht. Niedrige und solche mit geringem Durchmesser werden offenbar bevorzugt, doch suchen Dunenspechte gelegentlich auch stehendes oder liegendes Totholz ab. Auf Grund ihrer Kleinheit und ihres geringen Gewichts können Dunenspechte Nahrungsquellen auf dünnen Zweigen, in Röhricht oder anderen dünnen Halmen ausbeuten.
Ob die Geschlechter generell unterschiedliche Nahrungsnischen haben und unterschiedliche Erwerbsstrategien anwenden, oder ob die festgestellten Unterschiede nur zeitweilig und regional auftreten, wird kontrovers diskutiert. Nach Winkler et al. suchen Männchen ihre Nahrung in größeren Höhen und auf schmaleren Zweigen, Weibchen mehr in den mittleren und unteren Stammabschnitten. Männchen sollen häufiger als Weibchen ihre Nahrung durch Aufhämmern gewinnen.

## Verhalten
Wie alle Spechte ist auch der Dunenspecht tagaktiv. Seine Aktivitätsphase entspricht in etwa der jeweiligen Tageslänge. Die Tagesruhezeiten liegen vor allem in den Mittagsstunden und werden dösend meist auf Zweigen in guter Deckung verbracht, die Nächte verbringen sie in Schlafhöhlen, von denen mehrere während des Jahres errichtet werden. Diese sind in der Regel flacher als die eigentlichen Bruthöhlen. Dunenspechte nehmen Staubbäder, baden aber auch im Wasser und gelegentlich im Schnee.

### Agonistisches Verhalten
Dunenspechte verteidigen ihr Brutterritorium gegenüber Artgenossen und Höhlenkonkurrenten intensiv. Besonders heftig werden die Bruthöhle, die Schlafhöhlen und einige ergiebige Nahrungsquellen verteidigt. Die innerartliche Aggression der Paarpartner richtet sich vor allem gegen das jeweils gleiche Geschlecht und ist zwischen Weibchen meist heftiger als zwischen Männchen; gelegentlich beobachtetes Aggressionsverhalten zwischen Männchen und Weibchen könnte auch Teil des Balzverhaltens sein. Die Aggressionsrituale bestehen aus langsamen Schmetterlingsflügen, spiraligem Stammklettern und Scheingefechten. Dabei sitzen die Kontrahenten einander mit gesträubtem Gefieder, aufgerichteten Kopffedern und gefächertem Schwanz gegenüber. Die Gegner drehen und wenden den Kopf und spreizen die Flügel. Meist genügen diese Drohrituale, sodass Berührungskämpfe selten sind. Der Unterlegene wird unter lauten Rufen meist noch ein Stück verfolgt.
Gegenüber Höhlenkonkurrenten wie Zaunkönigen, Meisen, Kleibern, anderen Spechten und dem eingebürgerten Haussperling verhalten sich Dunenspechte äußerst aggressiv und attackieren sie direkt. Auch der Europäische Star wird angegriffen, obwohl er wegen seiner Größe Dunenspechthöhlen nicht nutzen kann. Während Dunenspechte bei kleinen, höhlenbrütenden Singvögeln meist die Oberhand behalten, unterliegen sie größeren Spechten, die dann ihre Höhlen übernehmen und erweitern und gelegentlich auch Eier oder Nestlinge verzehren.

### Sozialverhalten
Nach Auflösung der Familiengruppen im Herbst leben Dunenspechte einzeln oder in losen Paaren. Gruppenbildungen mit Artgenossen sind zufällig und kurzlebig. Häufig bildet die Art aber kleine Gruppen mit Meisen, insbesondere solchen aus der Gattung Baeolophus.

## Brutbiologie
Dunenspechte werden am Ende ihres ersten Lebensjahres geschlechtsreif, die meisten brüten auch in diesem Alter zum ersten Mal. Soweit bekannt führen sie eine monogame Saisonpartnerschaft. Häufig scheint diese jedoch auch nach der Brutperiode nicht gänzlich zu erlöschen, beziehungsweise schon im Frühwinter erneuert zu werden, sodass auch langjährige Partnerschaften bestehen können. Begünstigt werden solche mehrjährigen Partnerschaften durch ein hohes Nahrungsangebot, so dass keiner der Partner zum Abwandern gezwungen ist.

### Balz und Höhlenbau

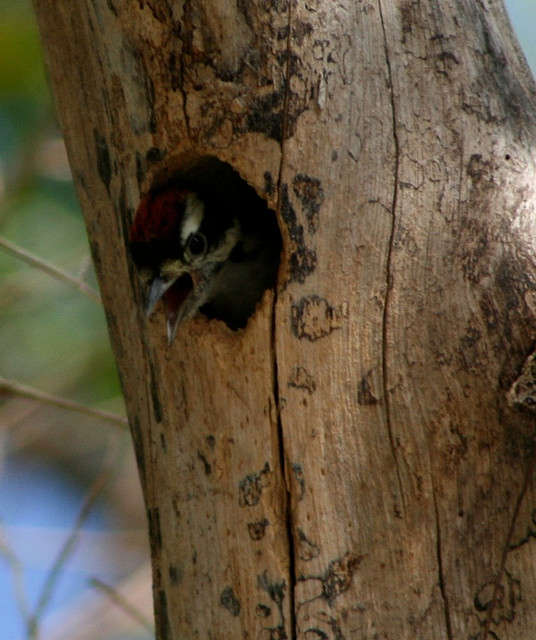
Fast flügger Dunenspecht in Bruthöhle

Die Balz beginnt mit Rufreihen und Trommeln im Februar in den südlichen und im März in den nördlichen Brutgebieten. Auf ihrem Höhepunkt sind die Hauptelemente gegenseitige Verfolgungsjagden und Ausdrucksflüge. Den Höhlenstandort scheint meist das Weibchen zu bestimmen. Die Höhlen befinden sich in einem toten oder stark geschädigten, meist kernfaulen Stamm, oft unterhalb eines Seitenastes in (1,5)3,5–9(18) Metern Höhe. Dunenspechte bevorzugen Stämme oder Äste mit einem relativ geringen Durchmesser ab etwa 10 Zentimetern. Die Baumart ist variabel. Weiche Laubbaumhölzer werden bevorzugt, doch werden Höhlen auch in Nadelhölzern oder Harthölzern gefunden. Gelegentlich bauen Dunenspechte Höhlen auch in Telegraphenmasten oder anderen Holzkonstruktionen. Die Höhle wird von beiden Partnern, mehrheitlich jedoch vom Männchen in 13–20 Tagen errichtet.

### Gelege und Brut
Im Süden beginnt die Eiablage im April; ihr Beginn verschiebt sich mit höheren Breitegraden bis in den Juli. Offenbar brüten Dunenspechte nur einmal im Jahr; Ersatzgelege bei Gelegeverlust sind jedoch wahrscheinlich. Das Gelege besteht aus 4–5, durchschnittlich 19 × 15 Millimeter großen, reinweißen, glänzenden Eiern. Nach Norden nimmt die Gelegegröße signifikant zu und erreicht in British Columbia etwa 7 Eier. Die Eier werden von beiden Partnern bebrütet, nachts jedoch immer vom Männchen. Die Jungen schlüpfen nach etwa 12 Tagen, meist innerhalb von 12 Stunden. Bei größeren Schlupfabständen überleben die jüngsten Küken oft nicht. Beide Eltern hudern und füttern die Jungen. Die Entsorgung der Faeces besorgt vor allem das Männchen. Bruthilfe durch unverpaarte Weibchen wurde in einigen Fällen beobachtet. Die Dauer der Nestlingszeit beträgt 20–23 Tage. Nach dem Ausfliegen verbleiben die Jungen noch etwa drei Wochen im Familienverband, bevor sie dismigrieren. Über Art und Ausmaß der Dismigrationswanderungen liegen keine Daten vor.

## Systematik
Die systematische Stellung der Art wird zurzeit noch diskutiert. Von den meisten Autoren wird der Dunenspecht gemeinsam mit anderen Buntspechten in die Gattung Picoides gestellt, in der kleine bis mittelgroße Baumspechte von überwiegend schwarz-weißem Federkleid zusammengefasst sind. Ihre elf Vertreter kommen in Nordamerika vor. Gelegentlich werden auch Kleinspecht und Dreizehenspecht in diese Gattung gestellt. Bis vor wenigen Jahren war Picoides mit den nahe verwandten, vor allem eurasischen Arten der Gattung Dendrocopos vereint. Einige Autoren, wie auch Winkler et al., fassen noch immer alle holarktischen Buntspechte unter dem Gattungsnamen Picoides zusammen.
Neuere DNA-Untersuchungen ergaben eine nahe Verwandtschaft des Dunenspechts mit dem eurasischen Kleinspecht (Dryobates minor) und zwei kleinen nearktischen Arten, Dryobates nuttallii (Nuttallspecht) und Dryobates scalaris (Texasspecht), sowie eine relativ große genetische Distanz zu anderen Mitgliedern der Gattungen Picoides beziehungsweise Dendrocopos. Mit dem Nuttallspecht und dem Texasspecht hybridisiert der Dunenspecht im südwestlichen Teil seines Verbreitungsgebietes gelegentlich und bringt fertile Nachkommen hervor. Folglich müssten diese vier Arten von Picoides respektive Dendrocopos abgetrennt und in eine eigene Gattung gestellt werden, für die der Name Dryobates vorgeschlagen wurde, ein Gattungsname, der schon früher für die drei nearktischen Arten verwendet wurde und heute in der deutschen Taxonomie bereits für den Kleinspecht Verwendung findet.
Es werden 6–8 Unterarten beschrieben. Diese Darstellung folgt der AOU, die 7 Unterarten anerkennt.
- Dryobates pubescens glacialis Grinnell, 1910: Küstengebiete Alaskas. Sehr ähnlich P. p. leucurus, aber die Unterseite ist gelblichweiß, die äußeren Steuerfedern sind deutlich gezeichnet.
- D. p. leucurus (Hartlaub, 1852): Rocky Mountains von Südostalaska südwärts bis Nordkalifornien, Arizona und New Mexico. Die größte und auf der Unterseite reinweiße Unterart. Der Weißanteil auf dem Mittelrücken und den Armdecken ist stark reduziert.
- D. p. gairdnerii (Audubon, 1839): Pazifikküste von British Columbia bis Nordwestkalifornien. Relativ dunkel auf der Unterseite; Armdecken fast ungezeichnet, äußere Steuerfedern deutlich schwarz gebändert.
- D. p. turati (Malherbe, 1860): Westliches Inland. Von Washington südwärts bis Nordkalifornien. Ähnlich P. p. gairdnerii, aber blasser auf der Unterseite und etwas kleiner.
- D. p. medianus (Swainson, 1832): Östliches Kanada bis Neufundland, nordöstliche USA östlich der Rocky Mountains. Färbung wie die Nominatform, aber etwas größer.
- D. p. pubescens (Linnaeus, 1766): Zentrale und südliche USA östlich der Rocky Mountains. Diese Unterart ist oben beschrieben.
- D. pubescens fumidus Maynard, 1889: Pazifikküste in British Columbia südwärts bis ins nordwestlichste Washington.

## Gefährdungsursachen und Lebenserwartung
Dunenspechte haben eine Reihe von natürlichen Feinden, unter ihnen Greifvögel, wie den Eckschwanzsperber oder den Rundschwanzsperber, Eulen, Marder und in Siedlungen auch Hauskatzen. Eier und Nestlinge, gelegentlich auch ruhende Spechte, werden von Waschbären, einer Reihe von baumkletternden Schlangen vornehmlich aus der Gattung Pantherophis und in Siedlungen auch von Ratten erbeutet. Zusätzlich verunglücken viele Spechte durch Kollisionen mit Fahrzeugen oder fliegen sich an Fensterscheiben zu Tode. Direkte Verfolgung durch den Menschen, die früher vor allem in den Obstbaugebieten der nordöstlichen USA nicht unwesentlich zur Bestandsausdünnung beitrug, spielt heute keine Rolle mehr.
Zur Lebenserwartung und Mortalität liegen nur wenige Angaben vor. Wie bei vielen freilebenden Tieren ist die Mortalitätsrate in den ersten Lebenswochen am größten. Der älteste wiedergefundene beringte Dunenspecht war zumindest 11 Jahre und 5 Monate alt.

## Bestandssituation
Laut IUCN ist zurzeit keine der sieben Unterarten gefährdet. Der Dunenspecht ist die häufigste Spechtart Nordamerikas und scheint die einzige zu sein, die in ihrem Bestand leicht zunimmt. Verantwortlich dafür sind neben den in den USA und Kanada weit verbreiteten Winterfütterungen auch forstwirtschaftliche Maßnahmen, die dichte Bestände auslichten und damit für die Art geeignetere Brutmöglichkeiten schaffen.